# Marcel Beaufils
Marcel Beaufils (Beauvais, 1899 - Beauvais, 1985) foi um músico e crítico francês. Trabalhou como professor de estética musical no Conservatório de Paris e, como crítico de música, concentrava-se prazerosamente nas ligações entre a palavra e a música.